# Minna Flake

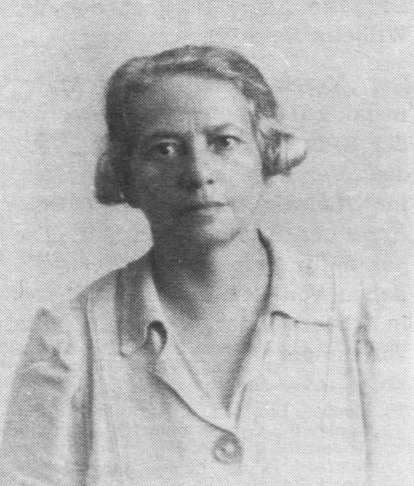
Minna Flake (1886–1958)

Margareta „Minna“ Flake, geborene Mai, auch Flake-Mai (* 27. November 1886 in Würzburg; † 12. Februar 1958 in New York) war eine deutsche Ärztin und Sozialistin.

## Leben
Minna wuchs als jüngstes von vier Kindern in der Kaufmannsfamilie David und Berta Mai in Würzburg auf. Nach dem 1907 abgelegten Abitur war sie von 1907 bis 1911 mit Otto Flake verheiratet und bekam 1908 ihren Sohn Thomas. Minna Flake absolvierte von 1911 bis 1915 ein Medizinstudium an den Universitäten Würzburg und Berlin und war danach als Assistenzärztin in Basel und Bern tätig. Aus ihrer Beziehung mit René Schickele ging 1917 die gemeinsame Tochter Renate Miriam Flake hervor. Minna Flake wurde 1920 zum Dr. med. promoviert und war anschließend in den Sommermonaten als Kurärztin und im Winter als niedergelassene Ärztin in Berlin tätig. Ihre Schwägerin war die expressionistische Malerin Ines Wetzel, die Flakes Bruder Ernst Mai im Jahr 1913 geheiratet hatte. Flake war Trauzeugin bei der Hochzeit.
Als selbstbewusste und freizügige „Dichtermuse“ im Kreis um die pazifistischen Schriftsteller Otto Flake und René Schickele, später als sozial und feministisch engagierte Ärztin sowie Mitarbeiterin im Verein sozialistischer Ärzte in Berlin war sie eine bekannte Persönlichkeit ihrer Zeit. Sie wurde 1927 in die Berliner Ärztekammer gewählt und engagierte sich insbesondere im Bereich Fürsorgewesen. Im Oktober 1927 wurde sie auf Empfehlung des SPD-Bürgermeisters Otto Ostrowski Stadtschulärztin am Gesundheitsamt Prenzlauer Berg. Im Schulamt führte sie beispielsweise ein unentgeltliches Obstfrühstück ein. Ab 1931 gehörte sie dem Bund Deutscher Ärztinnen (BdÄ) an, wo sie auf einer Tagung zur Abtreibungsfrage referierte.
Politisch engagierte sie sich zunächst in der USPD und wechselte von dort 1919 zur KPD, der sie bis zu ihrem Ausschluss 1927 angehörte. Danach schloss sie sich der KPO an und um 1932 der SAP.
In der Zeit des Nationalsozialismus galt sie als Jüdin. Ihre Ernennung von 1929 als „Stadtoberschulärztin auf Lebenszeit“ entfiel und sie wurde am 8. April 1933 verhaftet aufgrund des Vorwurfs, illegal Abtreibungen vorgenommen und NS-Gegner versteckt zu haben. Nach ihrer Entlassung aus der Haft und der ihrer 16-jährigen politisch aktiven Tochter aus Jugendhaft flohen sie im Mai 1933 aus Deutschland über die Schweiz und die Tschechoslowakei nach Frankreich. Ihre letzte Wohnadresse in Berlin befand sich in Wilmersdorf, in der Waghäuseler Straße 19.
Im Exil fehlten die Berufsabschlüsse und die Arbeitserlaubnis, sie war auf Gelegenheitsarbeiten angewiesen und übte ab 1935 eine halblegale Tätigkeit in einer Pariser Arztpraxis aus, die gleichzeitig auch als Kontaktadresse im Rahmen des Ernst Eckstein-Fonds und der Sozialistischen Arbeitspartei Deutschlands fungierte. In Paris war sie auch Mitglied im Verband deutscher Lehreremigranten.
1939, nach dem Ausbruch des Zweiten Weltkriegs, versuchte Minna Flake für sich und ihre Familie Visa für die USA zu erhalten. Sie flohen zuerst nach Südwestfrankreich, wo sie in Kontakt zur Familie von Erich Cohn-Bendit standen. Mit Hilfe von Walter Friedländer und dem Emergency Rescue Committee (ERC) gelang es ihnen schließlich, die erforderlichen Visa für die USA zu erhalten. Mit dem Schiff Capitaine Paul Lemerle reiste sie am 24. März 1941 von Marseille nach Martinique. Die Capitaine Paul Lemerle war ein umgebautes Frachtschiff, mit dem durch Unterstützung von Varian Fry europäische Flüchtlinge in Sicherheit gebracht wurden. Es handelte sich überwiegend um eine Gruppe von Emigranten, die von US-Präsident Franklin D. Roosevelt unterzeichnete amerikanische Besuchervisa erhalten hatten, so auch Dyno Löwenstein und seine Mutter Mara, die Witwe von Kurt Löwenstein. Zu den weiteren Passagieren an Bord zählten viele Prominente, darunter auch Anna Seghers, die während der Überfahrt an Entwürfen ihres Romans Transit arbeitete:

„Mit dreihundertfünfzig Passagieren bei lediglich zwei Kabinen und sieben Schlafplätzen ist auch diese schwimmende Nussschale katastrophal überbelegt. Notdürftig geschreinerte Bettgestelle wurden in die luft- und lichtlosen Frachträume für das ›Gesindel‹ bugsiert, erzählt Claude Lévi-Strauss 1955 in Tristes Tropiques. Der französische Ethnologe ist neben anderen unliebsamen Prominenten, darunter der russische Revolutionär Victor Serge und der surrealistische Maler Wilfredo Lam, mit an Bord.“

Schon der Kapitän des Schiffes soll die Passagiere gewarnt haben, dass „Martinique die Schande Frankreichs ist“, und so wurden die Flüchtlinge sofort nach ihrer Ankunft im Lager Pointe Rouge interniert, und nur Inhaber französischer Pässe durften tagsüber für ein paar Stunden die Bucht nach Fort-de-France überqueren. Von Fort-de-France konnte dann auch Minna Flake ihre Reise fortsetzen. An Bord der Duc D'Aumale erreichte sie am 21. Mai 1941 New York, wie es in der Datenbank von Ellis Island dokumentiert ist.
1946 erhielt Minna Flake eine dauerhafte Aufenthaltsgenehmigung. Sie studierte in den USA noch einmal Medizin, bestand die Abschlussprüfung und erhielt 1951 die Erlaubnis, in New York als Ärztin zu arbeiten. 1952 nahm sie die US-Staatsbürgerschaft an. Die Entschädigungszahlungen aus Deutschland verzögerten sich. Von ihrer Kollegin Ella Kay im Gesundheitsamt, mittlerweile Bezirksbürgermeisterin, wurde sie noch zur Einweihung eines Kinderheims nach Deutschland eingeladen, zu der sie auch anreiste.
In Berlin wurde 2015 ein Platz im Ortsteil Prenzlauer Berg nach ihr benannt.

## Zeitschriftenbeiträge (Auswahl)
In: Der sozialistische Arzt.
- Das Gesundheitswesen in Palästina. Band I, Heft 2–3, Juli 1925, S. 25. (Digitalisat)
- Kurorte der Arbeiterschaft. Band II, Heft 1, April 1926, S. 43–46. (Digitalisat)
- Generalversammlung des Vereins sozialistischer Ärzte. Band II, Heft 4, März 1927, S. 45–46. (Digitalisat)
- Zum Entwurf eines Arbeitsschutzgesetzes. Band V, Heft 2, Juni 1929, S. 50–54. (Digitalisat)
- Die Berliner Sparmaßnahmen und die Gesundheitsfürsorge. Band, Heft 1, Februar 1930, S. 1–3. (Digitalisat)
- Zum Roggenbrotgesetz. Band VI, Heft 2, Mai 1930, S. 52. (Digitalisat)
- Zur Reform des Medizinstudiums. Band VI, Heft 2, Mai 1930, S. 71. (Digitalisat)
- Berliner Ärztinnen zu § 218. Band VI, Heft 3, Juli 1930, S. 116.
- Das Reichstreffen des VSÄ in Dresden. Band VI, Heft 3, Juli 1930, S. 141–142. (Digitalisat)
- Volksgesundheit und Kirchendogma. Band VII, Heft 2, Februar, 1931, S. 33.
- Arbeitslosigkeit und Volksgesundheit. Band VII, Heft 3, März 1931, S. 68–69. (Digitalisat)
- Krise der Volksgesundheit. Band VII, Heft 12, Dezember 1931, S. 325–331. (Digitalisat)